# A. Merritt
Abraham Grace Merritt (n. 20 ianuarie 1884 - d. 21 august 1943) (mai cunoscut ca A. Merritt) a fost un scriitor american și editor de literatură științifico-fantastică. A folosit și pseudonimul W. Fenimore.

## Lucrări publicate

### Traduse în limba română
- Corabia zeiței Ishtar, Editura Nemira, 1995
- Rătăciți în miraj, Editura Nemira, 1996
- Chipul din abis, Editura Nemira, 1998

### Romane
- The Moon Pool (fix-up, 1919) disponibil online
(The Moon Pool (1918) + Conquest of the Moon Pool (1919))
- The Metal Monster (1920) disponibil online
- The Ship of Ishtar (1924) disponibil online
- Seven Footprints to Satan (1927) disponibil online
- The Face in the Abyss (fix-up, 1931) disponibil online 
(The Face in the Abyss (1923) + The Snake Mother (1930))
- Dwellers in the Mirage (1932) disponibil online
- Burn, Witch, Burn! (1932) disponibil online
- Creep, Shadow! (1934) disponibil online

### Povestiri scurte
- Through The Dragon Glass (1917)
- The People of the Pit (1918)
- Three Lines of Old French (1919)
- Prologue (The Metal Monster, 1920)
- The Pool of the Stone God (ca W. Fenimore, 1923)
  - ro.: „Iazul zeului de piatră”, traducere de Nicu Gecse text disponibil online Arhivat în 1 octombrie 2020, la Wayback Machine.
- The Woman of the Wood (1926)
- The Women of the Wood (versiune mai veche a The Woman of the Wood, 1949)
- The Drone (aka The Drone Man, 1934)
- The Rhythm of the Spheres (original, un capitol numit The Last Poet and the Robots (sau The Last Poet & the Wrongness of Space) al romanului din 1934 denumit Cosmos, revizuit în 1936 ca lucrare de sine-stătătoare)
  - ro.: „Ultimul poet și roboții Arhivat în 8 noiembrie 2016, la Wayback Machine.”, traducere de Nicu Gecse
- The Whelming of Cherkis (pasaj din The Metal Monster, 1946)
- When Old Gods Wake (fragment, 1948)
- The White Road (fragment, 1949)
- The Fox Woman (incomplet, 1949)
- Pilgrimage, or, Obi Giese (1985)
- Bootleg and Witches (fragment, 1985)
- The Devil in the Heart (schiță, 1985)
- The Dwellers in the Mirage (final original al romanului cu același nume, 1985)

### Colecții de povestiri
- The Fox Woman and Other Stories (1949)

The Fox Woman, 1946
The People of the Pit, 1917
Through the Dragon Glass, 1917
The Drone, 1934
The Last Poet and the Robots, 1934
Three Lines of Old French, 1919
The White Road, 1949
When Old Gods Wake, 1948
The Woman of the Wood, 1934

### Poeme
- Song for Wood Horns (sau The Wind Trail, 1910)
- The Silver Birches (1940)
- Old Trinity Churchyard (5 A. M. Spring) (1941)
- Sylvane – The Silver Birches (1973)
- In the Cathedral (1974)
- 2000 (The Triple Cities) (1985)
- Song for Wood Horn... (1985)
- Silvane—The Silver Birches (1985)
- Madonna (1985)
- The Ladies of the Walnut Tree (A Legend of Tuscany) (fragmente, 1985)
- Court of the Moon (fragment, 1985)
- The Birth of Art (1985)
- L'envoi to Life (1985)
- Screens (1985)
- Sir Barnabas (1985)
- In the Subway (1985)
- Runes (1985)
- Eheu Fugaces . . . (1985)
- A Song for Christmas (1985)
- Comic Ragtime Tune (1985)
- Behold the Night He Cometh (1985)
- You Looked at Me (1985)
- Dream Song (1985)
- Castle of Dreams (1985)
- I Wonder Why? (1985)
- My Heart and I (1985)
- Think of Me (1985)
- The Ballad of the Cub (1985)
- Piddling Pete (1985)
- The Winged Flames (1985)

### Colaborări
- The Challenge from Beyond (povestire, cu C.L. Moore, H.P. Lovecraft, Robert E. Howard și  Frank Belknap Long, 1935)
- Cosmos (roman, capitolul 11, 1932–34)
- The Fox Woman and the Blue Pagoda (roman, Hannes Bok a unit povestea neterminată a lui Marrit cu propria sa încheiere, 1946)
- The Black Wheel (roman, primele șapte capitole scrise de Merritt, restul de Hannes Bok, 1947)

### Eseuri
- A. Merritt on Modern Witchcraft (1932)
- Concerning "Burn, Witch, Burn" (1932)
- Letter (Weird Tales, November 1935) (1935)
- Man and the Universe (1940)
- A. Merritt (1940)
- How We Found Circe (1942)
- A Tribute (1942)
- Letter to Mr. Louis De Casanova, 23 iulie 1931 (1985)
- Letters and Correspondence (1985)
- An Autobiography of A. Merritt (1985) cu Walter Wentz
- A. Merritt—His Life and Times (1985) cu Jack Chapman Miske
- What is Fantasy? (1985)
- Background of "Dwellers in the Mirage" (1985)
- Background of "Burn, Witch, Burn" (1985)
- Background of "Creep, Shadow!" (1985)
- A. Merritt's Own Selected Credo (1985)

## Premii
- Cordwainer Smith Rediscovery Award, în 2009